# Vélocipède

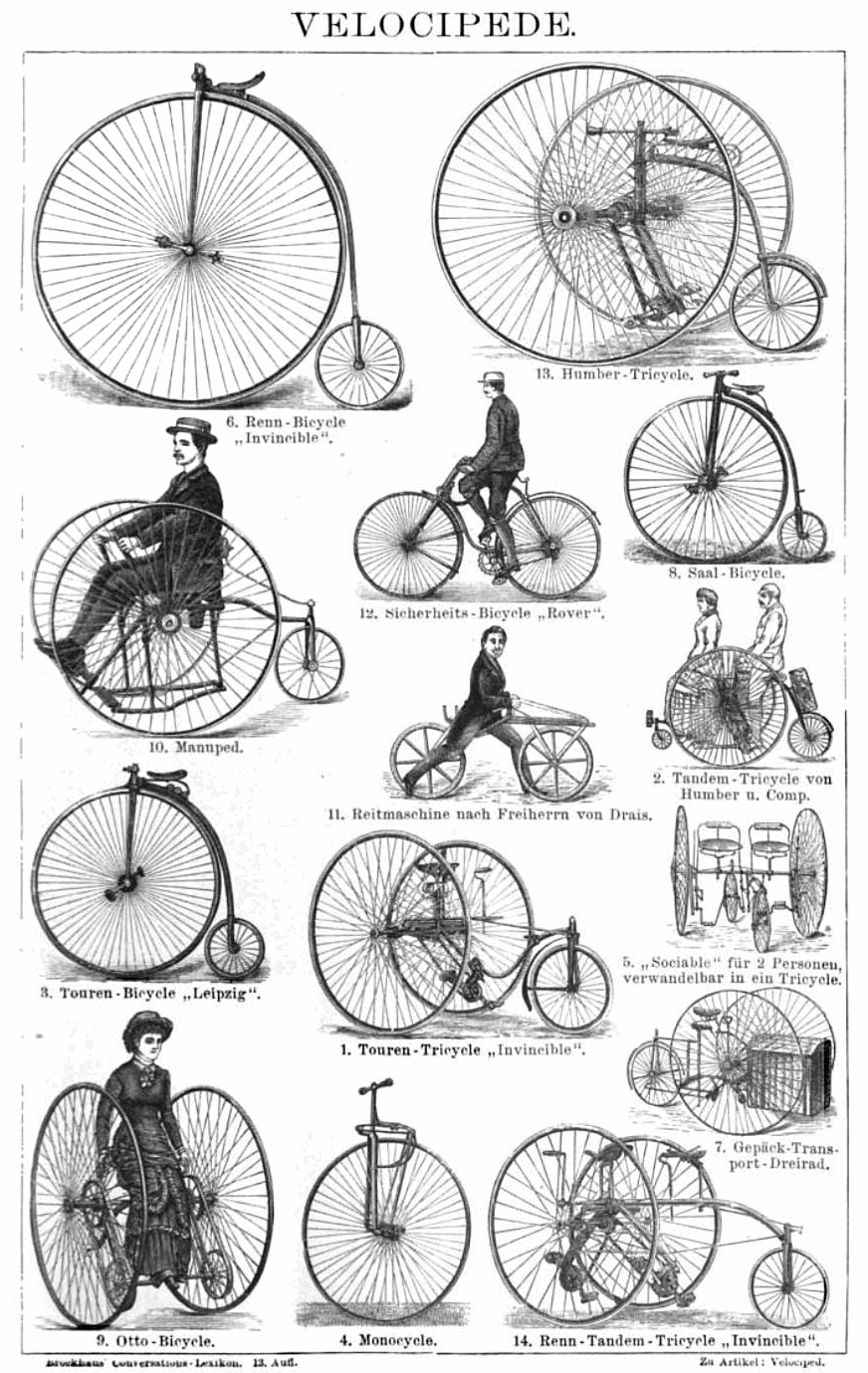
Vélocipèdes op een afbeelding in een Duitse encyclopedie uit 1887.

Vélocipède is het klassieke woord voor een fiets. De term is waarschijnlijk bedacht in 1818 voor de Franse vertaling van Karl Drais reclamefolder voor zijn ”Laufmachine", de Draisine. Het woord is een samenstelling van het Latijnse velox, veloc- 'snel' + pes, ped- 'voet'.
In sommige talen is vélocipède of een verbastering daarvan het gewone woord voor een fiets: sepeda in het Maleis, velosipēds in het Lets en Велосипед (Velosiped) in het Russisch. Het Franse vélo is er een afkorting van, evenals velo dat soms in Vlaanderen wordt gezegd. Het Nederlandse woord fiets is volgens sommige publicaties ook een verbastering van vélocipède.
In Nederland denkt men bij een vélocipède thans meestal aan een hoge bi, de klassieke fiets met een groot voorwiel en een klein achterwiel. Het woord vélocipède bestond echter reeds voordat de hoge bi werd uitgevonden.